# Victor Hely-Hutchinson

Christian Victor Hely-Hutchinson (26 de diciembre de 1901 –  11 de marzo de 1947) fue un compositor británico, nacido en Ciudad del Cabo, Colonia del Cabo (actualmente  Sudáfrica). Es conocido principalmente por su Carol Symphony (Sinfonía de los villancicos). 

## Biografía[1]
Su padre, Sir Walter Hely-Hutchinson, fue gobernador de la Colonia del Cabo de 1901 a 1910, durante la segunda guerra bóer. Vivió inicialmente en Kent, luego se mudó a Sudáfrica en 1907. El Dr. Thomas Barrow Dowling (1861 -1926), quien fuera organista de la catedral de Ciudad del Cabo, le enseñó piano. Victor fue un niño prodigio, componiendo muchas piezas antes de los diez años de edad. En Inglaterra en 1910, estudió piano con Donald Tovey, y se educó inicialmente en la Heatherdown School, cerca de Ascot en el condado de Berkshire. En 1914 murió su padre. Victor estudió entonces en el Eton College (entonces en Buckinghamshire), y continuó después en el Balliol College de la Universidad de Oxford estudiando Historia. Un año después se le concedió permiso para estudiar el Bachillerato de Música en el Royal College of Music, donde  estudió tutelado por Adrian Boult. En 1922, regresó a Ciudad del Cabo para enseñar en el Colegio Sudafricano de Música, que posteriormente fue incorporado a la Universidad de Ciudad del Cabo. Allí se casó con Marjorie Hugo.
Se unió a la BBC en 1926, llegando a ser director, pianista y acompañante. Se mudó a Hampstead, donde nacieron sus dos hijos. En 1933, se mudó a Birmingham para ser Director Regional de Música en la BBC, donde  formó y dirigió la Midland Studio Orchestra. En 1934,  dejó la BBC para ser profesor de música en la Universidad de Birmingham, relevando a Sir Granville Bantock. En 1938, viendo el ambiente prebélico se mudó con su familia a un pueblo cercano en las afueras de Birmingham . Durante la guerra fue miembro de la ARP, asociación civil para la protección de los ataques aéreos alemanes. En 1941 obtuvo el Doctorado de Música de la Universidad de Oxford. También trabajó con las fuerzas de oficiales de la universidad. En 1944 regresó a la BBC para ser Director de Música. Se mudó a St John's Wood. Nunca se compró un coche, usando siempre su bicicleta.
El invierno de 1947 fue muy frío y duradero y para ahorrar combustible (que entonces estaba racionado), Hely-Hutchinson rechazó encender los radiadores en su oficina. Cogió un catarro, que se transformó en neumonía
Murió el 11 de marzo de 1947 a la prematura edad de 45 años. La contralto británica Astra Desmond cantó en su funeral. La viuda de Victor, Marjorie, murió en 1988.

## Obras
La Carol Sinfonía fue escrita en 1929. Esta sinfonía tiene cuatro movimientos y está basada en los villancicos ingleses tradicionales
- O Come, All Ye Faithful
- God Rest Ye Merry, Gentlemen
- The First  Noel
- Here We Come A-wassailing

El tercer movimiento fue utilizado para la música de crédito del programa La Hora de los Niños en 1943 y la adaptación televisiva de 1984 para la BBC de John Masefield titulada The Box of Delights (La Caja de las Delicias), en particular la variación en el tema del villancico The First Noel.
Es muy popular por sus versiones de canciones infantiles. Su versión de Old Mother Hubbard es famosa por estar compuesta a la manera de Handel. Su versión de la canción El Búho y el gatito de Edward Lear fue grabada por Elton Hayes y presentada en el programa radiofónico de la BBC Children's Favourites. Escribió La canción de un soldado con letra de Walter de la Mare.

## Composiciones
- Carol Symphony (1927)
- Obertura a una Pantomima (1947)
- Preludio solemne, en G
- Three Fugal Fancies, para cuerdas (1932)
- Suite Sudafricana
- Los corazones son Triunfos  (Opereta)
- Variaciones, Intermezzo y Final (1927)
- Sinfonía para Orquesta Pequeña (1942)
- Tres Canciones Bobas, con letra de Edward Lear (1927)